# Championnat d'Europe de course à l'élimination masculin (moins de 23 ans)
Le Championnat d'Europe de course à l'élimination masculin moins de 23 ans est le championnat d'Europe de course à l'élimination organisé annuellement par l'Union européenne de cyclisme pour les cyclistes âgés de moins de 23 ans. Le championnat, organisé depuis 2017, a lieu dans le cadre des championnats d'Europe de cyclisme sur piste juniors et espoirs.

## Palmarès
| Année | Or                  | Argent              | Bronze              |
| ----- | ------------------- | ------------------- | ------------------- |
| 2017  | Rui Oliveira        | Damian Sławek       | Maxim Piskunov      |
| 2018  | Jules Hesters       | Aleksandr Smirnov   | Yauheni Karaliok    |
| 2019  | Jules Hesters       | Miguel Do Rego      | Vladyslav Shcherban |
| 2020  | Jules Hesters       | Iúri Leitão         | Raúl García Pierna  |
| 2021  | Maikel Zijlaard     | Tim Torn Teutenberg | William Tidball     |
| 2022  | Davide Boscaro      | Tim Torn Teutenberg | Filip Prokopyszyn   |
| 2023  | Tim Torn Teutenberg | Gianluca Pollefliet | Elmar Abma          |
| 2024  | Noah Wulff          | Emmanuel Houcou     | Mario Anguela       |
| 2025  | Tom Crabbe          | Emmanuel Houcou     | William Lowth       |